# Pale Communion
Pale Communion är det svenska progressiva metal/rock-bandet Opeths elfte studioalbum. Albumet släpptes den 25 augusti 2014 av skivbolaget Roadrunner Records.

## Låtlista
Alla låtar är skrivna och komponerade av Mikael Åkerfeldt. 
| Nr           | Titel                   | Längd |
| ------------ | ----------------------- | ----- |
| 1.           | Eternal Rains Will Come | 6:48  |
| 2.           | Cusp of Eternity        | 5:35  |
| 3.           | Moon Above, Sun Below   | 10:52 |
| 4.           | Elysian Woes            | 4:47  |
| 5.           | Goblin (instrumental)   | 4:32  |
| 6.           | River                   | 7:30  |
| 7.           | Voice of Treason        | 8:00  |
| 8.           | Faith in Others         | 7:39  |
| Total längd: | Total längd:            | 55:45 |

## Medverkande
Musiker (Opeth-medlemmar)
- Mikael Åkerfeldt – sologitarr, sång
- Martín Méndez – basgitarr
- Martin Axenrot – trummor, percussion
- Fredrik Åkesson – rytmgitarr, bakgrundssång
- Joakim Svalberg – piano, keyboard, bakgrundssång

Bidragande musiker
- Steven Wilson – bakgrundssång

Produktion
- Mikael Åkerfeldt – producent, ljudtekniker (sång), omslagsdesign
- Tom Dalgety – producent, ljudtekniker
- Janne Hansson – ljudtekniker (hammondorgel)
- Dave Stewart – arrangemang (stråkar)
- Steven Wilson – ljudmix
- Paschal Byrne – mastering
- Travis Smith – omslagsdesign, omslagskonst